# Generacija '98
Generacija ’98 (znana tudi pod imenom generacija 1898 ali v španščini generación del 98) je skupina umetnikov, pesnikov, filozofov, ki so delovali v Španiji v času špansko-ameriške vojne (1898). Vsi avtorji, zajeti v tem obdobju, so rojeni med letoma 1864 in 1876. 
In interiore Hispaniae habitat veritas - V notranjosti Španije biva resnica, bi bilo lahko skupno geslo, ki je vodilo skupino literarnih umetnikov generacije ’98. Avtorji so iskali nacionalno kontinuiteto v značaju, v življenju ljudi in v kulturi (mesta, vasi, način življenja, umetnost, literatura) v katerih se je skozi stoletja oblikoval nacionalni značaj.

## Zgodovinski kontekst: špansko-ameriška vojna
Španska-ameriška vojna se je razplamtela leta 1898. Povod za vojno je bil neutemeljen status Kube, ki se je hotela odcepiti od Španije. Špancem so se vse bolj upirali. Drugi povod je bila Amerika, ki je veljala kot premoč na račun oslabljenega španskega kolonialnega imperija. Američani, ki so imeli ogromno nepremičnin na Kubi, so jasno oznanili, da je treba zaščititi nacionalne interese in Kubo osvoboditi, Španiji pa je treba napovedati vojno. Nedolgo po formalni objavi vojne, leta 1898, nadmočna ameriška vojska porazi Špance na Pacifiku in Karibih. Vojna se je zaključila z mirovno pogodbo v Parizu s katerim je Kuba dobila neodvisnost. Filipini, Gvam in Portoriko so postali del ZDA. Španija izgubi svoje zadnje čezmorske dežele. Španska država je bila v slabem stanju, družba je bila zaostala in revna, gospodarstvo in tehnologija sta bila nerazvita in politika notranje razcepljena. Država se je morala soočiti s seboj; izgubila je ostanke velikega imperija v trenutku, ko so druge evropske sile obvladovale svet. To je sprožilo globoko krizo v španski kolektivni zavesti, vendar pa se večina intelektualnih moči ni osredotočila na preobrazbo in napredek dežele, temveč na iskanje (izgubljene) nacionalne identitete. Proizvedli so celo vrsto simbolnih podob, nacionalnih imaginarijev, ki so odgovarjali na špansko klavrno stvarnost ter konstruirali novo nacionalno identiteto. Skušali so spodbuditi kolektivno identifikacijo, okrepiti nacionalno kohezijo in povzdigniti špansko nacijo.

## Značilnosti tega obdobja
Preden se je umetnikov oprijelo ime generacija 98, je bila najprej literarna skupina poimenovana »grupo de los tres«, ki so ga ustanovili Pio Baroja, Jose Augusto Trinidad Martinez Ruiz in Ramiro de Maeztu. Nato se je skupini priključilo več predstavnikov, čemur sledi sprememba imena v »generación de 98«. Predstavniki so analizirali in skušali rešiti probleme takratnega časa. Izražali so globoka čustva, kot je bolečina, ogorčenje, strah, žalost, tesnoba. Protestirali so skozi eno in edino edinstveno obliko, tj. literaturo.
Avtorji tega obdobja so vsaj na začetku obdržali prijateljstvo in se postavili ob rob Španiji takratnega časa (Restauracion Borbonica – Politična faza v okviru sistema monarhije, ki je trajala od konca 1874 (konec obdobja prve republike) in 14. aprila leta 1931 (razglasitev druge republike). Pedro Salinas je analiziral obseg, v katerem se lahko generacija resnično obravnava kot historiografsko. Nesporno dejstvo je, da imajo skupne točke:
- Naziv generacija ’98 je inicializiral Azorin leta 1913 v svoji seriji člankov z naslovom ‘’La generación del 98’’
- Razlikovali so med žalostno, pravo Španijo in drugo lažno in navidezno uradno Španijo. Njihova skrb za identiteto Španije izvira iz razprave o biti Španije – ser de España, ki se je nadaljeval tudi v naslednjih generacijah.
- Literaturo 98-generacije je zajela eksistencialna in socialna kriza. Za avtorje pravimo ‘’da jih boli Španija’’ (les duele la España) – skrbi jih vse v povezavi s Španijo. Skozi svoja dela opazujejo kastiljsko pokrajino, ki je revna, preprosta, obrabljena s suhim podnebjem in jo primerjajo s trenutno situacijo v državi. Protestirajo in iščejo rešitve v notranjosti Španije. Da bi dosegli ta cilj, sežejo po domoljubnih in nacionalnih vrednotah skozi preprost jezik, ki bo razumljiva in dostopna vsem ljudem. Uporabljajo jedrnate, kratke in zgoščene stavke.
- Generacija ’98 razpravlja tudi o eni najpomembnejših posledic katastrofe, o tako imenovanem »nacionalnem vprašanju«. Katastrofa namreč povzroči globoko krizo španske nacionalne identitete. Španci se čutijo ponižane in nemočne, zaskrbljene za prihodnost, v družbi prevladuje negativno in pesimistično ozračje.
- Kastilija predstavlja ogledalo duše in bistvo generacije ’98. Slikali so podobe podeželja, kastiljskega kmetstva in kastiljske krajine, v katero je potopljen podeželski človek.
- Razbijajo in obnavljajo klasične modele literarnih žanrov in ustvarjajo nove oblike. Kot je npr. nivola avtorja Miguela de Unamuno, impresionistični in lirični roman Azorina, ki eksperimentira s prostorom in časom in omogoča literarni osebi živeti v več obdobjih. Odprt in razdeljen roman Baroje, pod vplivom feljtona - publicistična ali leposlovna časopisna rubrika. Prvotno se je pojavljal na posebnem listu (francosko feuille – 'list'), prilogi k časopisu (ki se mu še danes reče tudi list), nato se je preselil na dno strani pod črto, ali gledališki in kinematografski roman Valle Inclana.
- Zavračajo estetiko realizma in njen slog natančnega opisovanja. Skušajo se približati jeziku z ulice, uporabljajo krajše stavke, in navdihujejo se nad impresionistično naravo. Ponovno vpeljejo tradicionalne besede.
- Skušali so prilagoditi filozofske tokove evropskega iracionalizma, zlasti Friedrich Wilhelm Nietzsche (Azorín, Maeztu, Baroja, Unamuno), Arthur Schopenhauer (Baroja), Søren Kierkegaard (Unamuno) in Henri Bergson (Antonio Machado).
- Ponujajo subjektivni značaj v svojih delih. Subjektivnost je zelo pomembna pri generaciji 98 in modernizmu. Zatekajo se v svet lirike, zasanjanosti in esteticizma.
- V svoji literaturi se navdihujejo nad srednjeveški avtorji in zlati vek španske književnosti (Siglo de Oro) – Gonzalo de Berceo, Jorge Manrique, Cervantes, Francisco de Quevedo.
- Avtorji skušajo poiskati sožitje med pokrajino, karakterjem in kastiljsko kulturo.
- Velja za generacijo, ki je najbolj iskrena in neposredna.

Esenco Španije so literati iskali na treh področjih, ki so se stikala v njihovi skupni nameri dokončati nacionalno konstrukcijo in zaustaviti moralni propad nacije. Španijo so spoznavali na popotovanjih, njeno bit odkrivali v ljudstvih, na podeželju, v mestih, starih spominskih obeležjih, v literarnem in zgodovinskem branju španskih klasikov in v konstantnem oživljanju preteklosti španskega ljudstva, da bi dokončno določili pristne in življenjske elemente preteklosti. Ljubezen do Španije jih je vodila k analizi vzrokov španskega zatona skozi trojno perspektivo zgodovine, literature in krajine, ki so vsaka zase slikale njeno drugačno podobo.

## Ključni avtorji in dela
Angel Ganivet (1865-1898)
- Idearium Español (1896)

Miguel de Unamuno (1864-1936)
- En torno al casticismo (1902),
- Vida de Don Quijote y Sancho (1905), prevod Življenje don Kihota in Sanča (COBISS)
- Niebla (1914), prevod Megla (COBISS)
- El Cristo de Velázquez (1920), prevod Velázquezov Kristus (COBISS)
- La tía Tula (1921), prevod Tetka Tula (COBISS)

Ramiro de Maeztu (1874-1936)
- Hacia otra España (1899)
- La crisis del humanismo (1920)
- Defensa de la Hispanidad (1934)

José Augusto Trinidad Martínez Ruiz (bolj znan po svojem psevdonimu Azorin) (1875-1939)
- El alma castellana (1900), prevod Kastiljska duša
- La ruta de Don Quijote (1905)
- Don Juan (1922)
- Doña Inés (1925)

Antonio Machado (1875-1939),
- Campos de Castilla (1912)

brata Pío (1872-1956) in Ricardo Baroja (1871-1953)
- La busca (1904)
- Mala hierba (1904)
- Aurora roja  (1905)
- Zalacaín el aventurero (1909)

Ramón María del Valle-Inclán (1866-1936)
- Los cruzados de la causa (1908)

filozof Ramón Menéndez Pidal (1869 – 1968)
- La Leyenda de los Siete Infantes de Lara (1896)
- Poema de Yuçuf (1902)

## Srečanja in revije
Benavente in Valle-Inclán sta vodila srečanja v Café de Madrid; Obiskali so jih Rubén Darío, Maeztu in Ricardo Baroja. Kmalu zatem so Benavente in njegovi privrženci odšli v Cerveceria Inglesa, medtem ko so Valle-Inclán, brata Antonio in Manuel Machado, Azorín in Pío Baroja odšli v Café de Fornos. Iznajdljivost je Valle-Inclana pripeljala do predsedovanja Café Lyon d'Or in Café de Levante, ki je privabila največje število udeležencev.
Obdobje zaznamujejo tudi nastanek revij kot so: Don Quijote (1892), Germina (1897-1899), Vida Nueva (1898-1900), Electra (1901), Helios (1903-1904) in druge.